# アルゴビ
アルゴビ（発音 [aːlu ɡɔːbʱi]、ヒンディー語: आलू गोभी ウルドゥ語：آلو گوبھی）は、現地の発音では「アルーゴビー」の方が近い。インド亜大陸で作られるヴェジタリアン料理である。
ヒンディー語・ウルドゥ語で「アルー」はジャガイモ、「ゴビー」はカリフラワーを意味する。日本ではジャガイモとカリフラワーの炒め煮、ジャガイモとカリフラワーの炒め蒸し煮と紹介されることもある。
北インド料理やパキスタン料理の中で人気がある。
ウコンを使用している為に見た目が黄色くなっており、時折ブラックキャラウェイやオオバゲッキツの葉も使われる。他の一般的な材料としては、ニンニク、ショウガ、タマネギ、コリアンダーの茎、トマト、エンドウ、クミン等がある。バリエーションが豊富で似た料理も数多くある。
北インドやパキスタンでは、1口大に千切ったチャパティに挟んで潰しながらダールなどと共に食べる。
作り方の例
1. フライパンに油を熱し、クミンシードなど香辛料を炒めて香りを出す。
2. フライパンにタマネギを加えて色づくまで炒める。
3. フライパンにトマト、ニンニクなどを加えてペースト状になるまで炒める。
4. フライパンにカリフラワー、ジャガイモ、塩、香辛料、水を加え、蒸し煮にする。